# ペンタジン (化合物)

ペンタジン

ペンタジン(Pentazine)は、5つの窒素原子を含む六員環のベンゼン環から構成される、化学式HCN5の化合物である。
ヘキサジンと同様に不安定だと考えられており、合成は成功していない。